# Američki likvidambar
Američki likvidambar (lat. Liquidambar styraciflua) listopadno je stablo porijeklom iz Sjeverne Amerike. Raste i u Meksiku te Srednjoj Americi. Kod nas se koristi u hortikulturi. Najlakše ga se prepoznaje po peterokrakim zvjezdastim listovima koji su nalik listu javora, te okruglim, tvrdim bodljikavim plodovima. Naraste do 45 metara visine, a u Europi do 20.

## Uporaba
Drvo je tvrdo i kvalitetno te ga se koristi za dobivanje furnira i izradu namještaja. Nekada se od drveta dobivala i smola koja se koristila za izradu žvakaćih guma. Koristilo ga se i za izradu rašlji za traženje vode.

## Ljekovitost
Smola koju izlučuje drvo poznata je kao tekuća ambra, ima manje terapeutske kvalitete od drugih vrsta ambre, te se stoga praktički ne koristi danas u medicini. Može biti bezbojna, crvenkasta ili žuta i odiše ugodnim mirisom. Ranije se široko izvozio u druge zemlje i smatrala se odličnim balzamom, sedativom i tonikom, a također se koristila u liječenju išijasa, slabih živaca i drugih bolesti. Pomiješana s duhanom, nekada se koristio za pušenje na dvoru meksičkih careva. U Francuskoj se odavno koristi kao sastavni dio parfema za rukavice .

## Galerija
- Mlada stabla
- Lišće
- Lišće i plod u jesen
- Plodovi

## Vanjske poveznice
- PFAF database Liquidambar styraciflua